# Monolit-díj
A Monolit-díj egy magyar irodalmi elismerés, amelyet a sci-fi irodalmi zsánerbe sorolható, magyar nyelven megjelent, kiemelkedő színvonalú regényeknek és novelláknak ítélnek oda. A díj kiadóktól, irodalmi szervezetektől és intézményektől független.
A díjat 2020. április 23-án alapította az Avana Egyesület, miután a Zsoldos család elvette a Zsoldos Péter-díj gondozásának jogát az egyesülettől. A díj elvétele vitatott megítélésű a magyar sci-fi irodalmi közéletben. A díjra pályázó műveket az egyesület által felkért független, szakmai zsűri értékeli, és ítéli oda a díjat.
A díj egy-egy kategóriában kétévente kerül kiadásra, 2020-ban novella kategóriában, 2021-ben regény kategóriában, 2022-ben ismét novella kategóriában (stb.) oszt díjat a zsűri. Minden évben az előtte lévő két év regény- és novellatermése nevezhető a díjra (az első évben rendhagyó módon csak a 2019-ben, első kiadásban megjelent novellák nevezhetnek).

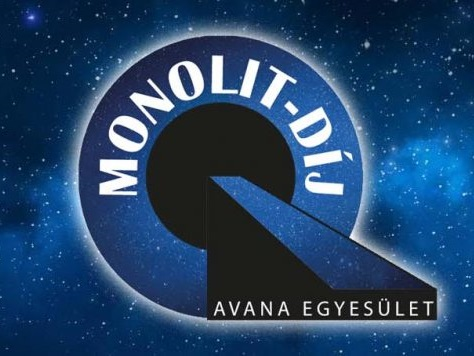
A Monolit-díj logója

A díj megjelenése egy fekete monolit, amelynek élén gravírozva szerepel a nyertes neve, a nyertes mű címe és a díj odaítélésének éve. Továbbá a díj pénzjutalommal is jár.
A díjkiosztásra minden évben az országos sci-fi találkozón, a HungaroConon kerül sor.
A pályázaton részt vehet minden olyan magyar szerző munkája, amely első ízben a megelőző naptári évben magyar nyelven jelent meg. A pályamű nyomtatott vagy elektronikus formátumú, kizárólag sci-fi tárgyú regény lehet, és kiadói tevékenységet (is) folytató, adószámmal rendelkező cég vagy egyéni vállalkozó által került fizetős tartalmi forgalomba.
Nem nevezhető a díjra az a mű, amely magánkiadásban vagy valamely magánkiadást támogató kiadónál jelent meg (print on demand kiadó), amennyiben az előzetes bírálat alapján a mű nyelvi szintje, kiadói gondozottsága nem éri el a zsűrizéshez elvárt minimumot. Amennyiben ötnél kevesebb nevezés érkezik, a díj nem kerül kiosztásra, de a nevezés nem válik semmissé, hanem a nevezett művek a két év múlva esedékes pályázaton újra indulnak.
Az Avana Egyesület vezetőségi tagjainak, valamint a Monolit-díj zsűritagjainak művei nem nevezhetők a díjra.

## Díjazottak

### Regények
Regény kategóriában az első díjat 2021. szeptember 11-én adták át a HungaroConon.
| ÉV   | Díjazott                           |
| ---- | ---------------------------------- |
| 2021 | Markovics Botond: Eldobható testek |
| 2023 | R.J. Hendon: Médák                 |

### Novellák
| ÉV   | Díjazott                     | Különdíj                                        |
| ---- | ---------------------------- | ----------------------------------------------- |
| 2020 | Komor Zoltán: Plázafej       | Makai Máté: Zeusz-komplexus Ecsédi Orsolya: Elv |
| 2022 | Varga Csaba Béla: Ördögnyelv |                                                 |

### Közönségdíj
| ÉV   | Díjazott                       |
| ---- | ------------------------------ |
| 2020 | Urbánszki László: Friss levegő |
| 2021 | J. Goldenlane: Térdig sárban   |

## Zsűri
- 2020

Dr. Szilárdi Réka, Benkő Marianna, Csák Tamás, Erdei Lilla, Fiala Zoltán, dr. Makai Péter Kristóf
- 2021

Dr. Szilárdi Réka, Benkő Marianna, Csák Tamás, Erdei Lilla, Fiala Zoltán, Lévai Szebasztián (Letya)
- 2022

Dr. Szilárdi Réka, Csák Tamás, Erdei Lilla, Fiala Zoltán, Lévai Szebasztián (Letya), Para-Kovács Imre

2023
Dr. Szilárdi Réka, Bihari Péter, Csák Tamás, Erdei Lilla, Fiala Zoltán, Lévai Szebasztián (Letya)